# 북한대학원대학교
북한대학원대학교(北韓大學院大學校, University of North Korean Studies)는 대한민국 서울특별시 종로구의 대학원대학이다. 1972년에 설립된 경남대학교 극동문제연구소의 연구 성과와 1997년에 설립된 경남대학교 북한대학원의 북한학 교육 경험을 토대로 2005년에 설립되었다.

## 연혁
- 1989년 10월 : 경남대학교 행정대학원 북한학과 설립
- 1997년 10월 : 경남대학교 북한대학원 설립
- 1998년 3월 : 경남대학교 북한대학원 개원
- 2004년 11월 : 북한대학원대학교 설립
- 2005년 3월 : 개교

## 교육편제
북한대학원대학교는 전문대학원 과정에 해당하는 대학원대학으로써, 석사 및 박사 학위 과정을 제공하고, 6개의 하위 전공을 운영하고 있다.
- 정치통일전공
- 법행정전공
- 군사안보전공
- 경제IT전공
- 사회문화언론전공
- 통일교육전공

## 같이 보기
- 경남대학교
- 극동문제연구소